# Museo dell'energia di Ripi
Il Museo dell'Energia di Ripi nasce nel 2009, dal recupero di due manufatti dismessi, un mattatoio e un lavatoio. È insieme un laboratorio didattico e un museo geologico-scientifico che illustra il complesso mondo dell'energia.
L'idea di realizzare il Museo dell'Energia nasce dalla presenza nel territorio del Comune di Ripi di alcuni pozzi di petrolio ancora oggi funzionanti. 
L'esistenza di questa attività estrattiva, le cui concessioni più antiche risalgono alla metà del XIX secolo, è oggi poco nota al grande pubblico.
La direzione dell'allestimento museale è stata affidata a Paco Lanciano, fisico e divulgatore scientifico.
Il progetto scientifico, messo a punto dal prof. Italo Biddittu dell’Università di Cassino, con la consulenza del dott. Giovanni Carrada, collaboratore di Piero Angela ed autore di diversi saggi sulla comunicazione scientifica, prevede un percorso di conoscenza e sperimentazione diretta delle questioni e dei fenomeni legati al mondo della produzione dell’energia, da compiersi attraverso exhibit interattivi posti in un’ambientazione rarefatta e misteriosa.
Il progetto architettonico nasce dalla reinterpretazione dei due manufatti esistenti,  messi a disposizione dall’amministrazione comunale, l’ex mattatoio e l’ex lavatoio, manufatti dismessi dal carattere assai diverso. Il lavatoio è stato riconfigurato per ospitare l’esposizione permanente mentre il volume dell’ex mattatoio accoglie gli spazi direzionali, di servizio e una sala polifunzionale.
I due corpi sono collegati da un volume vetrato di ingresso che funge da foyer funzionale e giunto compositivo tra due elementi dal carattere distinto. Questo spazio di connessione è segnato dalla forte presenza della luce che passa attraverso un sistema di telai in metallo che oltre a svolgere funzione strutturale, modulano l’irraggiamento solare. Per riconfigurare l’unitarietà globale è stato inserito un basamento che costituisce una quinta che media le relazioni tra i corpi e la strada, modella le relazioni orografiche, contiene il sistema dei percorsi di accesso e diventa una contro-parete che affianca il volume del mattatoio. Questo segno, quindi, oltre a creare un ambito di filtro con la città, riconnette i corpi abbracciando il volume di servizio ed incorniciando il manufatto dell’esposizione.
Il fabbricato del mattatoio è caratterizzato da un sistema di pannelli mobili che consente una fruizione dinamica degli spazi che possono facilmente adattarsi ad accogliere piccole mostre temporanee, presentazioni ed attività di laboratorio didattico. Gli imbotti delle diverse bucature sono dipinti nei colori dello spettro solare a richiamare il potere dell’energia luminosa. La realizzazione della parete-quinta sul fronte sud-ovest ha permesso d’immaginare un secondo accesso a questi ambienti, prefigurando così un possibile utilizzo indipendente degli stessi. Dall’atrio d’ingresso una piccola rampa conduce all’edificio dell’ex lavatoio che è il vero e proprio spazio museale.
Qui un sistema di passerelle, balconate e percorsi sospesi in metallo costituisce il percorso espositivo che si attesta poco sotto la quota del locale d’ingresso, 1,10 metri sopra il piano pavimentato in sampietrini, superando anche le vasche dei lavatoi. Così la preesistenza con la pavimentazione in sampietrini e le grandi vasche in pietra è considerata un substrato storico, materiale prezioso da preservare, e l’intervento di adeguamento funzionale dichiara la sua indipendenza; anche tramite la scelta di una logica costruttiva, come quella della tecnologia in ferro, che prevede che tutto l’allestimento sia reversibile al fine di ricondurre lo spazio allo stato ante-intervento. Nessuna operazione allestitiva è stata condotta con metodi invasivi.
Tra nuovo ed antico s’instaura così un rapporto dialettico che sulla contrapposizione linguistica costruisce una significativa modalità comunicativa. Contenitore e contenuto, acquistano significato e valore proprio grazie all’instaurarsi di questo confronto.
note: alcuni testi precedentemente scritti, sono tratti dalla relazione di progetto

## Descrizione esposizione
Il percorso museale si snoda al di sopra delle vecchie vasche del lavatoio tramite una passerella sopraelevata in acciaio e vetro. Sono esposti documenti storici e antiche mappe geologiche assieme a esposizioni interattive riguardanti sia il petrolio e l'energia dei combustibili fossili e sia l'energia eolica, l'energia dell'acqua e del sole. Le adiacenti sale dell'ex mattatoio sono convertite all'uso per laboratori didattici sul rapporto tra energia e clima, le rocce dei giacimenti petroliferi, l'efficienza energetica e le energie rinnovabili. 
La visita al museo può essere completata con una escursione guidata alla “Miniera di Ripi”, in località Le Petroglie, lungo il percorso denominato "La Via Del Petrolio".